# Graham Hawkins
Graham Hawkins (Darlaston, 5 marzo 1946 – 27 settembre 2016) è stato un allenatore di calcio e calciatore inglese, di ruolo difensore.

## Carriera

### Calciatore
Cresciuto nel Wolverhampton, esordisce in prima squadra nella First Division 1964-1965, retrocedendo in cadetteria. L'anno seguente ottiene il sesto posto finale mentre la stagione successiva, grazie al secondo posto ottenuto, viene promosso in massima serie.
Con i Wolves disputò l'unica edizione del campionato dell'United Soccer Association, lega che poteva fregiarsi del titolo di campionato di Prima Divisione su riconoscimento della FIFA, nel 1967: quell'edizione della Lega fu disputata utilizzando squadre europee e sudamericane in rappresentanza di quelle della USA, che non avevano avuto tempo di riorganizzarsi dopo la scissione che aveva dato vita al campionato concorrente della National Professional Soccer League; la squadra di Los Angeles fu rappresentata per l'appunto dal Wolverhampton. I "Wolves" vinsero la Western Division e batterono in finale i Washington Whips che erano rappresentati dagli scozzesi dell'Aberdeen.
L'anno seguente passa ai cadetti del Preston North End con chiude il campionato al è chiuso al ventesimo posto finale mentre quello successivo il quattordicesimo.
Nella stagione 1969-1970 retrocede in terza serie a causa del ventiduesimo posto ed ultimo posto ottenuto. L'immediato ritorno in cadetteria è ottienuto immediatamente, grazie alla vittoria della Third Division 1970-1971.
Ottiene il diciottesimo posto nella stagione 1971-1972 ed il diciannovesimo in quella seguente. 
La stagione 1973-1974 è chiusa al ventunesimo posto, retrocedendo nuovamente in terza serie.
Nella stagione seguente passa al Blackburn Rovers, con cui vince la terza serie inglese, ottenendo la promozione in cadetteria. La Second Division 1975-1976 è chiusa al quindicesimo posto, mentre la stagione seguente ottiene il dodicesimo posto finale ed il quinto in quella successiva.
Hawkins chiuderà la carriera nel Port Vale, militante nella Fourth Division 1978-1979, con cui ottiene il sedicesimo posto in campionato.

### Allenatore
Ritiratosi dal calcio giocato, divenne assistente di Graham Turner al Shrewsbury Town. Nell'agosto 1982 diviene l'allenatore del Wolverhampton, con cui ottiene la promozione in massima serie grazie al secondo posto ottenuto nella Second Division 1982-1983.
L'anno seguente viene sollevato dalla guida dei Wolves alla ventinovesima giornata, venendo sostituito da Tommy Docherty.

## Palmarès
- Campionato statunitense di calcio: 1

Los Angeles Wolves: 1967
- Third Division: 2

Preston North End: 1970-1971
Blackburn Rovers: 1974-1975